# Saint-Michel-de-Feins
Saint-Michel-de-Feins ist eine Ortschaft und eine Commune déléguée in der französischen Gemeinde Bierné-les-Villages mit 182 Einwohnern (Stand: 1. Januar 2022) im Département Mayenne in der Region Pays de la Loire. Die Einwohner werden Mickaëliens genannt.
Die Gemeinde Saint-Michel-de-Feins wurde am 1. Januar 2019 mit Argenton-Notre-Dame, Bierné und Saint-Laurent-des-Mortiers zur Commune nouvelle Bierné-les-Villages zusammengeschlossen. Sie hat seither den Status einer Commune déléguée. Die Gemeinde Saint-Michel-de-Feins gehörte zum Arrondissement Château-Gontier und zum Kanton Azé.

## Geographie
Saint-Michel-de-Feins liegt etwa 34 Kilometer nördlich von Angers. Umgeben wurde die Gemeinde Saint-Michel-de-Feins von den Nachbargemeinden Bierné im Norden, Saint-Laurent-des-Mortiers im Osten, Les Hauts-d’Anjou im Süden, Daon im Südwesten und Westen sowie Argenton-Notre-Dame im Westen und Nordwesten.

## Bevölkerungsentwicklung
| Jahr                       | 1962 | 1968 | 1975 | 1982 | 1990 | 1999 | 2006 | 2013 |
| -------------------------- | ---- | ---- | ---- | ---- | ---- | ---- | ---- | ---- |
| Einwohner                  | 193  | 172  | 153  | 128  | 135  | 136  | 161  | 184  |
| Quellen: Cassini und INSEE |      |      |      |      |      |      |      |      |

## Sehenswürdigkeiten

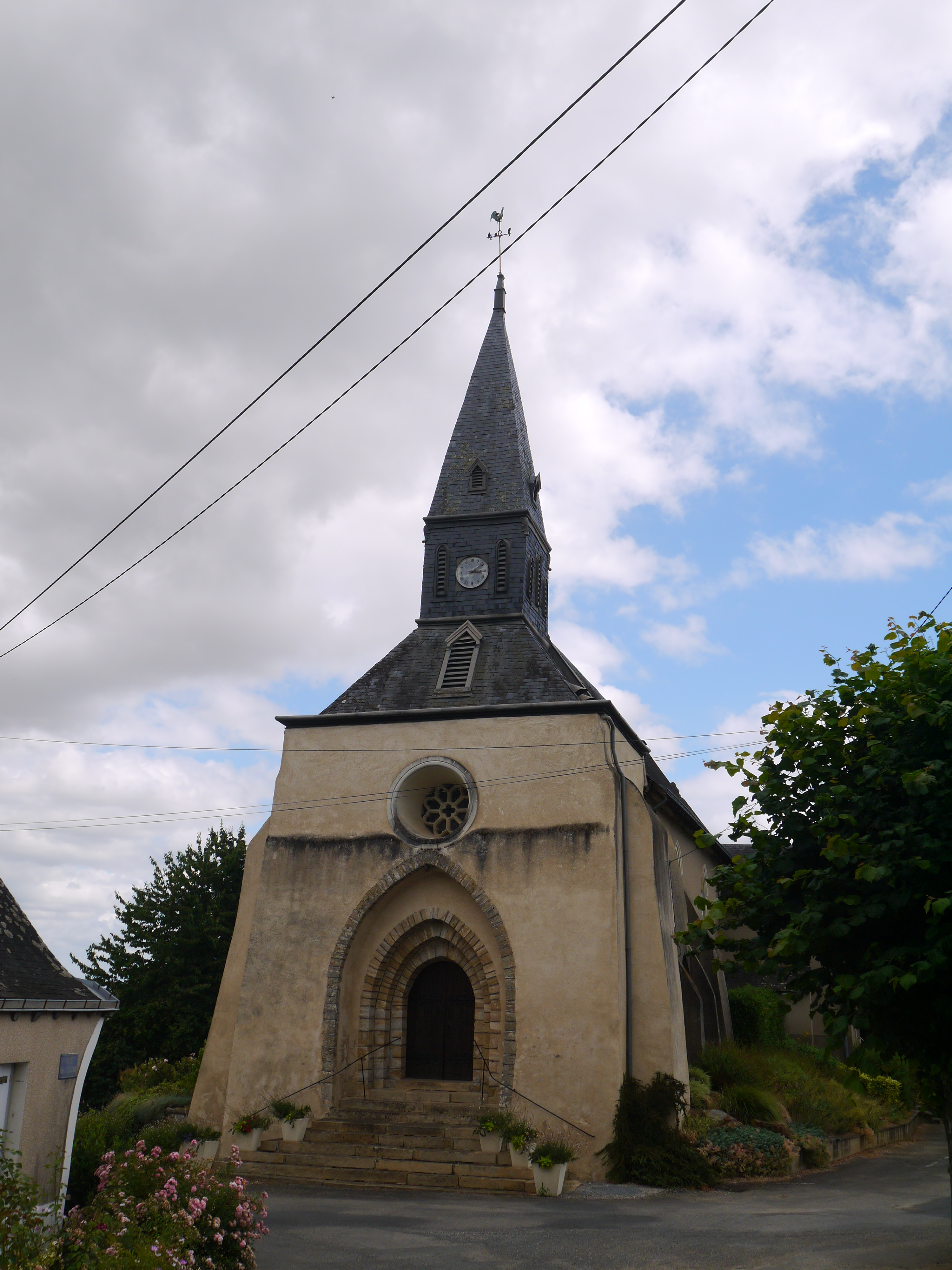
Kirche Notre-Dame

- Kirche Saint-Michel